# Марунчак Петро
Петро́ Марунча́к (*?, Скалат — український хореограф у Канаді.

## Біографія
Петро Марунчак народився у містечку Скалат, нині Тернопільської області. Трирічним хлопцем прибув із батьками до Канади, поселився в Монреалі. Вивчав танець і балет у Єлисавети Ліс, потім у Людмили Ширяєвої і на курсах осередку української культури й освіти у Вінніпезі.
Петро Марунчак організував у Монреалі «Український танцювальний ансамбль МУН», який пізніше став називатися «Український танцювальний ансамбль Петра Марунчака». У 1956—1971 роках здобув перші нагороди на фестифалях фольклору та на світовій виставці 1967 року в Монреалі. Організатор і керівник школи народних танців, молодіжного ансамблю «Одеса» і дитячого ансамблю «Львів» у Монреалі.
Одружений із Вірою Лукіян. У їхній родині двоє дітей.